# Mirador (Maranhão)
Mirador is een gemeente in de Braziliaanse deelstaat Maranhão. De gemeente telt 19.991 inwoners (schatting 2009).